# 양봉화
양봉화(梁鳳華, 일본식 이름: 梁川鳳華)는 일제강점기의 교육인이다.

## 생애
1913년에 나가사키현에서 농학교를 졸업하고 귀국해 교육계에 투신했다. 귀국 직후 충청남도 강경공립보통학교에 대용 교원으로 임용되었다가 강경공립간이농학교로 이동했다.
조선공립보통학교와 조선공립간이실업학교를 거친 뒤 1914년에는 공주공립농업학교 교유가 되어 1923년까지 9년 동안 근무했다. 1923년에 전라남도의 전남공립사범학교 강사가 된 뒤로는 주로 전남 지역 교육계에서 활동했다. 
1925년에 광주공립농업학교 사감이 되었고, 1929년에는 실업학교교원시험에 합격하였다. 1930년에 전남 내무부 학무과 시학으로 발탁되어 교육행정 분야에서 잠시 일하기도 했다. 이후 일제 강점기 말기에는 전라남도 함평군에서 함평공립농업실수학교 교장을 지냈다. 
1931년에 훈8등 서보장을 수여받는 등 여러 차례 공을 인정 받았고, 1941년을 기준으로 정7위 훈7등에 서위되어 있었다. 1935년에 조선총독부가 시정25주년을 기념해 표창자를 선정할 때 여기에 포함되기도 했다.
2008년 민족문제연구소가 발표한 친일인명사전 수록예정자 명단 중 교육/학술 부문에 선정되었다.

## 같이 보기
- 함평골프고등학교

## 참고자료
- 양봉화(梁鳳華) - 국사편찬위원회